# Krasobruslení na Zimních olympijských hrách 1976
Krasobruslení na Zimních olympijských hrách 1976 se konalo na stadionu Olympiahalle v Innsbrucku. Soutěž tanečních párů se poprvé představila na těchto hrách.

## Medailové pořadí zemí
| Pořadí | Země                                 | Zlato | Stříbro | Bronz | Celkově |
| ------ | ------------------------------------ | ----- | ------- | ----- | ------- |
| 1.     | Sovětský svaz (URS)                  | 2     | 2       | 0     | 4       |
| 2.     | Spojené státy americké (USA)         | 1     | 0       | 1     | 2       |
| 3.     | Velká Británie (GBR)                 | 1     | 0       | 0     | 1       |
| 4.     | Německá demokratická republika (GDR) | 0     | 1       | 2     | 3       |
| 5.     | Nizozemsko (NED)                     | 0     | 1       | 0     | 1       |
| 6.     | Kanada (CAN)                         | 0     | 0       | 1     | 1       |
|        | Celkem                               | 4     | 4       | 4     | 12      |

## Medailisté

### Muži
| Disciplína | Zlato                             | Výkon  | Stříbro                                | Výkon  | Bronz                          | Výkon  |
| ---------- | --------------------------------- | ------ | -------------------------------------- | ------ | ------------------------------ | ------ |
| muži       | John Curry · Velká Británie (GBR) | 192,74 | Vladimir Kovalev · Sovětský svaz (URS) | 187,64 | Toller Cranston · Kanada (CAN) | 187,38 |

### Ženy
| Disciplína | Zlato                                            | Výkon  | Stříbro                               | Výkon  | Bronz                                                      | Výkon  |
| ---------- | ------------------------------------------------ | ------ | ------------------------------------- | ------ | ---------------------------------------------------------- | ------ |
| ženy       | Dorothy Hamillová · Spojené státy americké (USA) | 193,80 | Dianne de Leeuwová · Nizozemsko (NED) | 190,24 | Christine Errathová · Německá demokratická republika (GDR) | 188,16 |

### Smíšené soutěže
| Disciplína        | Zlato                                                         | Výkon  | Stříbro                                                                 | Výkon  | Bronz                                                                  | Výkon  |
| ----------------- | ------------------------------------------------------------- | ------ | ----------------------------------------------------------------------- | ------ | ---------------------------------------------------------------------- | ------ |
| sportovní dvojice | Sovětský svaz (URS) · Irina Rodninová · Alexandr Zajcev       | 140,54 | Německá demokratická republika (GDR) · Romy Kermerová · Rolf Österreich | 136,35 | Německá demokratická republika (GDR) · Manuela Großová · Uwe Kagelmann | 134,57 |
| taneční páry      | Sovětský svaz (URS) · Ljudmila Pachomovová · Alexandr Gorškov | 209,92 | Sovětský svaz (URS) · Irina Mojsejevová · Andrej Miněnkov               | 204,88 | Spojené státy americké (USA) · Colleen O'Connorová · James Millns      | 202,64 |